# Émile Laurent (homme politique)
Pour les articles homonymes, voir Émile Laurent et Laurent.
Marie Émile Laurent est un homme politique français, né le 10 mai 1880 dans le 5e arrondissement de Paris, commune où il est mort le 9 février 1947 dans le 14e arrondissement.
Petit-fils du chimiste Auguste Laurent, il fait de brillantes études : licencié en droit, licencié en lettres, agrégé de philosophie. Inscrit au barreau en 1902, il est professeur de philosophie à Avallon entre 1902 et 1904, avant de reprendre sa carrière d'avocat à Paris. Il est député radical-socialiste de Seine-et-Oise de 1911 à 1914. Battu par André Tardieu, il quitte la vie politique.

## Sources
- « Émile Laurent (homme politique) », dans le Dictionnaire des parlementaires français (1889-1940), sous la direction de Jean Jolly, PUF, 1960 [détail de l’édition]